# Línea 7 (TRAM Metropolitano de Alicante)
 Estación Central Alicante-Elche Centro | Tranvía de Elche
Será una línea del TRAM Metropolitano de Alicante que comunique las ciudades de Alicante y Elche entre sí ampliando la red hacia el suroeste, aunque su nomenclatura aún no se ha dado a conocer pero todo indica que será la línea 7, lo que si se sabe es que la línea tendrá su origen en Alicante, seguirá por el mismo trazado de la línea 1 desde la Estación Central hasta el recinto de la IFA, en este tramo está prevista la existencia de varios viaductos que eviten las intersecciones con el viario rodado. Pasado ese punto la línea se bifurcará hacia Elche tomando la carretera N-340, entrando a la ciudad por la zona este. Esta línea tendría como mínimo paradas en la Universidad Miguel Hernández, la Estación de Elche-Parque y el centro de Elche.
Durante el mes de septiembre está previsto que haya una reunión entre la administración local y la Consellería de Infraestructuras. En esta reunión se informará al Ayuntamiento de Elche del estudio y se consensuará el trazado y las paradas del tranvía, con el fin de evitar los conflictos de intereses entre las dos partes, como los mostrados durante el mes de agosto de 2009 como consecuencia de las declaraciones del Conseller Mario Flores en su visita a la costa ilicitana. Actualmente el proyecto está parado por falta de liquidez, por una parte y por la otra por el bloqueo del proyecto de la Estación Central por lo que actualmente las líneas 1, 2, 3 y 4 se ven obligadas en tener como cabecera la Estación de Luceros provisionalmente.

## Datos de la línea
- Longitud: X km
- Plataforma tranviaria total: X km
- Plataforma ferroviaria total: X km , X estaciones.
- Velocidad comercial: X km/h

## Estaciones y apeaderos
Aunque aún están por definir se sabe que la línea partirá de la Estación Central de Alicante, pasará por Babel, el IFA, Torrellano, el Parque Industrial de Elche, la Universidad Miguel Hernández, la Estación del Elche Parque y llegará al centro de Elche.